# Diocese de Angra
A Diocese de Angra (Dioecesis Angrensis), frequentemente referida incorretamente como Diocese de Angra e Ilhas dos Açores, foi criada pelo Papa Paulo III através da Bula Aequum Reputamus, de 5 de Novembro de 1534. A Diocese abrange todo o arquipélago dos Açores e tem a sua sede na cidade de Angra do Heroísmo, na ilha Terceira. No dia 4 de novembro de 2022, o Papa Francisco nomeou D. Armando Esteves Domingues para suceder D. João Lavrador como bispo de Angra, tornando-se assim o 40º bispo de Angra.

## História
No que respeita à organização religiosa, os Açores, como as restantes terras do além-mar português, começaram por estar sujeitas à jurisdição espiritual da Ordem de Cristo, exercida pelo vigário nullius de Tomar, que mandava visitar as ilhas por representantes, os chamados bispos de anel. Ao ser criado o bispado do Funchal (1514), o arquipélago passou para a jurisdição deste.
A pedido de D. João III de Portugal, o papa Clemente VII criou o bispado de São Miguel (1533), mas faleceu antes da bula respectiva ter sido expedida. No ano seguinte, o recém-eleito papa Paulo III pela bula Aequum reputamus erigiu o bispado de São Salvador do Mundo, dando-lhe por catedral a igreja do mesmo nome na cidade de Angra.
A diocese de Angra ficou sé sufragânea do arcebispo do Funchal até 1550, data em que passou para a dependência da metrópole de Lisboa.
Em 2007 esta Diocese contava com 231 mil católicos num total de 242 mil açorianos. Deste total cerca de 56% dos católicos são praticantes. Possui um total de 172 paróquias ou equiparadas com 134 sacerdotes diocesanos. Possui 96 paróquias com pároco próprio. Conta com 10 religiosos professos não sacerdotes e 160 religiosas professas residentes.

## Lista dos bispos da Diocese de Angra
Desde a sua fundação, a Diocese de Angra foi governada pelos seguintes bispos: 
1. D. Agostinho (I) Ribeiro (1534-1540)
2. D. Rodrigo Gomes Pinheiro (1540-1552)
3. D. Frei Jorge de Santiago, O.P. (1552-1561)
4. D. Manuel (I) de Almada (1564-1567)
5. D. Nuno Álvares Pereira (1568-1570)
6. D. Gaspar de Faria (1571-1576)
7. D. Pedro (I) de Castilho (1578-1583)
8. D. Manuel (II) de Gouveia (1584-1596)
9. D. Jerónimo Teixeira Cabral (1600-1612)
10. D. Frei Agostinho (II) de São Gonçalo Ribeiro (1614-1621), antes bispo de Ceuta e bispo de Tânger
11. D. Pedro (II) da Costa Leal (1623-1625)
12. D. João (I) Pimenta de Abreu (1626-1632)
13. D. Frei António (I) da Ressurreição, O.P. (1635-1637)
14. D. Frei Lourenço de Castro, O.P. (1671-1678)
15. D. Frei João (II) dos Prazeres, O.F.M. (1683-1685)
16. D. Frei Clemente Vieira, O.A.D. (1688-1692)
17. D. António (II) Vieira Leitão (1694-1714)
18. D. João (III) de Brito e Vasconcelos (1718)
19. D. Manuel (III) Álvares da Costa (1721-1733)
20. D. Frei Valério do Sacramento, O.F.M. Cap. (1738-1757)
21. D. António (III) Caetano da Rocha (1758-1772)
22. D. Frei João (IV) Marcelino dos Santos Homem Aparício (1774-1782)
23. D. Frei José (I) da Avé-Maria Leite da Costa e Silva (1783-1799)
24. D. José (II) Pegado de Azevedo (1802-1812)
25. D. Frei Alexandre da Sagrada Família, O.F.M. (1816-1818)
26. D. Frei Manuel (IV) Nicolau de Almeida, O.C.D. (1820-1825)
27. D. Frei Estêvão de Jesus Maria, O.F.M. (1827-1870)
28. D. João (V) Maria Pereira de Amaral e Pimentel (1872-1889)
29. D. Francisco (I) Maria do Prado Lacerda (1889-1891)
30. D. Francisco (II) José Ribeiro de Vieira e Brito (1892-1902)
31. D. José (III) Manuel de Carvalho (1902-1904)
32. D. José (IV) Correia Cardoso Monteiro (1905-1910)
33. D. Manuel (V) Damasceno da Costa (1915-1922)
34. D. António (IV) Augusto de Castro Meireles (1924-1928)
35. D. Guilherme Augusto Inácio da Cunha Guimarães (1928-1957)
36. D. Manuel (VI) Afonso de Carvalho (1957-1978)
37. D. Aurélio Granada Escudeiro (1979-1996)
38. D. António (V) de Sousa Braga, S.C.I. (1996-2016)
39. D. João (VI) Evangelista Pimentel Lavrador (2016–2021)
40. D. Armando Esteves Domingues (2023-presente)

## Arciprestados
- Arciprestado de Angra
- Arciprestado de Ponta Delgada
- Arciprestado da Horta
- Arciprestado de Capelas
- Arciprestado do Corvo
- Arciprestado de Fenais da Vera Cruz
- Arciprestado das Flores
- Arciprestado da Graciosa
- Arciprestado da Lagoa
- Arciprestado do Nordeste
- Arciprestado do Pico
- Arciprestado da Povoação
- Arciprestado da Praia
- Arciprestado da Ribeira Grande
- Arciprestado de Santa Maria
- Arciprestado de São Jorge
- Arciprestado de Vila Franca do Campo

## Cronologia da Diocese de Angra

### Século XV
- 1456 – Chegam à ilha Terceira os primeiros frades franciscanos que logo tratam de edificar uma ermida e em 1470 o Convento de S. Francisco de Angra;
- 1461 – Fundação da Ermida de São Salvador a mando de Álvaro Martins Homem, fundador da vila da Angra. Essa ermida esteve na origem da Sé Catedral de Angra do Heroísmo.
- 1470 - Fundação do Convento de S. Francisco de Angra, A custódia deste convento foi entregue em 1480;
- 1470 - (30 de Março) - D. Fernando apresenta Frei Gonçalo ao vigário da Ordem de Cristo, indicando-o como cura e capelão da Ilha  Terceira;
- 1480 Fundação do Mosteiro da Nossa Senhora da Luz, da Praia pela mão de Catarina de Ornelas, filha de Diogo de Teive Ferreira. Foi padroeiro o 2.º capitão da Praia, Antão Martins Homem (encartado a 26.III.1483);
- 1480 – Fundação de uma ermida que daria lugar, em 1910, à actual Igreja de São Roque (Altares), Angra do Heroísmo.[2]
- 1492 (15 de Março) a irmandade do Espírito Santo funda aquele que foi o primeiro hospital de Angra junto à Igreja da Misericórdia, nos fins da actual Rua de Santo Espírito e das Portas do Mar (ver Ermida de Santo Espírito);
- 1496 – Data indicada como a da conclusão da obra do templo que viria a ser a Sé Catedral de Angra do Heroísmo, dado que neste ano é nomeado o respectivo vigário.

### Século XVI
- 1517 – 23 de Março - Sagração da Igreja de Santa Cruz de vila da Praia, ilha Terceira.
- 1525 – Fundação da Ermida de Santa Catarina, dos Altares [3], da família Pamplona, edificada em 1525 e em torno da qual cresceu o lugar da Arrochela;
- 1526 – É erigida no povoado das Doze Ribeiras, ilha Terceira, uma pequena ermida tendo por orago São Jorge.
- 1530 – Fundação da Ermida de São Mateus dos Altares [4], erecta por Margarida Valadão, filha de João Valadão, um dos primeiros povoadores da ilha Terceira;
- 1533 – A pedido de D. João III de Portugal, o papa Clemente VII criou o bispado de São Miguel, mas faleceu antes da bula respectiva ter sido expedida. No ano seguinte, o recém-eleito papa Paulo III pela bula Aequum reputamus erigiu o bispado de São Salvador do Mundo, dando-lhe por catedral a igreja do mesmo nome na cidade de Angra do Heroísmo.
- 1534 – 5 de Novembro – Criação do Bispado de Angra que viria a estender a sua jurisdição sobre todas as 9 ilhas dos Açores. A criação do bispado deve-se ao papa Paulo III através da bula Aequum reputamus.
- 1534 – Câmara Municipal de Angra formula um pedido ao Papa e à coroa para a construção novo edifício para a Sé, viste que o existente não levava a população.
- 1534 – Fundação da Capela-Mor da Sé Catedral de Angra, local onde se encontra a Câtedra do Bispo e o cadeiral do coro capitular.[5]
- 1536 – A mando do Bispo de Angra e com o acordo da Câmara Municipal da ainda vila fez-se lembrar ao rei D. João III de Portugal a necessidade de cumprir o seu compromisso de instalar a sede da diocese.
- 1545 – Bula do Papa Paulo III de autorização para a fundação do primeiro convento de freiras de Angra. O Convento de São Gonçalo em Angra do Heroísmo, fundado por Brás Pires do Canto.[6];
- 1553 – Sagração de D. Jorge de Santiago, bispo de Angra.
- 1556 – Com o falecimento de Pero Anes do Canto, nesta data, o seu corpo foi sepultado na Capela do Senhor Jesus Velho ou de Nossa Senhora de Lurdes, cuja construção se deve à família Canto e Castro.[5]
- 1557 – A missiva envida em 1536 chega às mãos do rei D. João III de Portugal, que não deu seguimento ao pedido, tratando apenas dos aspectos organizativos. Facto que levou a Câmara da Cidade, neste ano a mandar nova mensagem ao rei a solicitar construção do novo templo, aproveitando para informá-lo, contudo, que os moradores de Angra não estavam em condições financeiras de contribuir para esse fim.
- 1561 – 26 de Outubro – Falecimento de D. Jorge de Santiago, bispo de Angra.
- 1568 – 10 de Janeiro - A decisão de construir o novo templo da Sé de Angra, solicitado desde 1534, só foi tomada no reinado do Cardeal D. Henrique. A coroa tomou a decisão de mandar construir a nova Sé a expensas suas.
- 1570 – Falecimento do bispo de Angra, D. Nuno Álvares Pereira.
- 1570 – 18 de Novembro – É lançada a pedra fundamental do novo templo da Sé de Angra, em cerimónia solene. Os seus trabalhos estenderam-se por meio século tal as proporções da construção para tão o então pequeno burgo. Levaria nada menos de 48 anos a construir.
- 1570 – É iniciada a Capela de Santo Estêvão, instituída por Estêvão Cerveira Borges, homem da nobreza da cidade e doador dos terrenos para a construção deste templo.[5]
- 1572 – Elevação a sede de paróquia da Igreja de São Pedro de Angra;
- 1572 – Posse do bispo de Angra, D. Gaspar de Faria.
- 1576 – Falecimento do bispo de Angra, D. Gaspar de Faria.
- 1577 – Ida para Angra do bispo D. Pedro de Castilho.
- 1595 – 10 de Maio – Lançamento da primeira pedra do novo Colégio dos jesuítas, actual Palácio dos Capitães Generais de Angra, ilha Terceira, Açores.

### Século XVII
- 1631 – Fundação da Capela de São Pedro ad Vincula pelo Cónego Luís de Almeida, falecido nesse ano, que a paramentou e embelezou e onde existe a pedra tumular do fundador.[5]
- 1640 – É construído nesta Sé O Altar das Almas por iniciativa da Irmandade das Almas, pelo então cónego Leonardo de Sotto Mayor (falecido em 1653).[5]
- 1641 - 31 de Março - Domingo de Páscoa, D. João IV de Portugal foi aclamado rei em Angra, sob o fogo cerrado das baterias espanholas, foi um dos acontecimentos mais “impressionantes” da Restauração segundo o Historiador José Manjardino: "a aclamação fez-se num ambiente dramático que já aqui em tempos se apontou como a mais espectacular e genuína restauração da independência havida em terras de Portugal. Uma procissão cívica percorria as ruas até à Praça, convergindo para a Sé, onde se cantou um Te Deum, tudo ao ritmo e sob a fumarada da artilharia castelhana que, do castelo de São Filipe, disparava sem cessar sobre a cidade."
- 1651 – 24 de Agosto - nasce D. Manuel Álvares da Costa, o 19.º bispo da Diocese de Angra, onde exerceu entre 1721 e 1733. Morre em 1733 - 10 de janeiro.
- 1684 – Fundação das Doze Ribeiras, ilha Terceira, por autonomização da parte norte da paróquia de Santa Bárbara das Nove Ribeiras.
- 1684 – O povoado das Doze Ribeiras, ilha Terceira, torna-se paróquia independente da de Santa Bárbara das Nove Ribeiras, passando a Ermida de São Jorge a denominar-se Igreja Paroquial de São Jorge das Doze Ribeiras e tendo como primeiro vigário o padre Manuel Tristão de Melo.
- 1684 – 16 de Dezembro – Data de registo do primeiro baptismo efectuado na Igreja Paroquial de São Jorge das Doze Ribeiras, ilha Terceira.
- 1684 – Nesta data e por decisão do então bispo de Angra, D. frei João dos Prazeres, a Ermida da Madre de Deus do lugar dos Folhadais, concelho de Angra do Heroísmo passa a ter cura nomeado.

### Século XVIII
- 1706 – Construção da Capela do Senhor Jesus dos Aflitos, capela que provêm do primeiro templo fundado por Diogo Álvares Vieira e sua mulher Beatriz Anes Camacho. Nesta capela encontra-se a pedra tumular de Francisco Dias do Carvalhal, seu instituidor.[5]
- 1733 - 10 de janeiro - Morre D. Manuel Álvares da Costa, nascido em 24 de Agosto de 1651, o 19.º bispo da Diocese de Angra, onde exerceu entre 1721 e 1733.
- 1764 – 11 de setembro – Fundação da Irmandade dos Escravos de Nossa Senhora na freguesia da Serreta com o fim das hostilidades da Guerra Fantástica sem que a ilha sofresse qualquer arremetida, os subscritores do voto de 1762 reuniram-se novamente na Igreja das Doze Ribeiras e em acto solene criaram a nova irmandade;
- 1772 – 13 de setembro - É feito o voto para a construção Igreja de Nossa Senhora dos Milagres (Serreta) templo cujas obras só se iniciaram em 1819, por iniciativa do general Francisco António de Araújo, então nomeado capitão-general dos Açores;
- 1782 – É colocado o Relógio da Sé de Angra, no templete, para esse fim construído entre as duas torres sineiras.
- 1795 – Fundação do Império do Divino Espírito Santo da Rua de cima de São Pedro, São Pedro, Angra.
- 1799 – Fundação do Império do Espírito Santo da Rua Nova na freguesia da Conceição de Angra do Heroísmo.[7]

### Século XIX
- 1801 - Grande abalo de terra (sismo) na ilha Terceira, arruinando quase por completo a Vila da Praia, a Igreja matriz de São Sebastião, casa da Câmara e muitas casas, até às fortalezas da mesma Vila.
- 1808 – 16 de Outubro - Dá-se a reconsagração da Sé de Angra.
- 1810 – Fundação do Império do Espírito Santo dos Quatro Cantos, Sé, Angra do Heroísmo.
- 1814 – Fundação do Império do Espírito Santo de São Carlos, São Pedro de Angra do Heroísmo|Angra.
- 1828 – Com início neste ano, e no contexto da Guerra Civil Portuguesa, foram Celebrados na Igreja de São Salvador de Angra, vários "Te Deum", quer por realistas quer por liberais no poder.
- 1828 – 30 de abril - Posse do bispo de Angra D. Frei Estêvão de Jesus Maria.
- 1829 – A Junta Provisória mandou recolher a prataria e os sinos das igrejas, (Sé catedral de Angra incluída), exceto o estritamente necessário ao culto, à Casa da Moeda então estabelecida na Fortaleza de São João Baptista, para fundir moeda - os "malucos" de 80 réis.
- 1832 – Data de referência a uma antiga ermida na freguesia das Cinco Ribeiras, localizada à Canada do Pilar, e que está na origem da actual Igreja de Nossa Senhora do Pilar (Cinco Ribeiras) cuja primeira pedra foi benzida em 20 de Maio de 1867.
- 1845 – Melhoramento do vasto adro da Sé de Angra para a Rua do Salinas. Para a Rua da Sé já apresentava uma ampla escadaria.
- 1846 – 21 de novembro – Lançamento da primeira pedra da Igreja Paroquial de Nossa Senhora de Belém. Este templo foi concluído em 1857.
- 1849 – 10 de setembro (segunda-feira), Inicio das peregrinações à freguesia da Serreta, ao Santuário de Nossa Senhora dos Milagres da Serreta;
- 1849 - O governador civil de Angra, António José Vieira Santa Rita, manda colocar no interior da igreja de São Francisco uma lápide à memória do irmão de Vasco da Gama, Paulo da Gama, que faleceu nesta ilha em 1499, de regresso da Índia.
- 1853 - É fundada a Irmandade de Nossa Senhora do Livramento na igreja do extinto convento dos Capuchos, em Angra.
- 1854 – É construído o Altar de Nossa Senhora dos Anjos, local onde se encontra a imagem de Nossa Senhora da Conceição que data do século XVII.[5]
- 1855 – Fundação da Império do Espírito Santo do Pico da Urze, São Pedro de Angra do Heroísmo|Angra.
- 1856 - 25 de Janeiro – Dada a necessidade de ampliação da Ermida da Madre de Deus, é emitido um pelo governador civil, Nicolau Anastácio de Bettencourt, para a formação de uma comissão fabriqueira encarregue de angariar fundos e de conduzir a obra.
- 1857 – Conclusão, benzedura e abertura ao público da Igreja Paroquial de Nossa Senhora de Belém (Terra Chã), cujas obras se tinham iniciado em 1846.
- 1891 – É iniciada a devoção no Altar de Nossa Senhora de Lurdes pelo Monsenhor Cónego Ferreira. É nesta capela que o Cabido celebra em Fevereiro a festa própria, a primeira instituída em Portugal.[5]
- 1861 – Fundação do Império do Espírito Santo da Terra Chã (Largo).
- 1861 – É terminada a obra de substituição da Ermida da Madre de Deus do Raminho, concelho de Angra do Heroísmo, por um novo templo de maior dimensão, constituído por três naves, espaçoso e em estilo neo–romântico. Tem duas torres de sineira e foi consagrada a São Francisco Xavier.
- 1861 – O Raminho é elevado a curato independente por provisão do bispo de Angra,  D. frei Estêvão de Jesus Maria, com confirmação por decreto real do mesmo ano. Pouco depois, a 11 de julho de 1878, no meio de forte contestação por parte da população dos Altares, o Raminho foi elevado a freguesia.[8]
- 1862 – 1 de Janeiro – O bispo de Angra, D. frei Estêvão de Jesus Maria, por provisão de 24 de Dezembro de 1861, promoveu a elevação da Serreta a freguesia de modo que a 1 de Janeiro de 1862 a freguesia ficou dotada por uma igreja paroquial e como orago Nossa Senhora dos Milagres. Assumiu o múnus de vigário da nova freguesia o reverendo José Bernardo Corvelo, até ali cura do lugar.
- 1862 – 10 de abril - Diante da reivindicação de um grupo de moradores e porque a ermida de 1832 era insuficiente para o uso da população, o então governador civil do Distrito de Angra do Heroísmo, Jácome de Ornelas Bruges de Ávila Paim da Câmara, nomeou, por alvará, uma comissão destinada a desenvolver as diligências necessárias à construção de uma nova igreja, cuja primeira pedra seria benzida em 20 de Maio de 1867.
- 1863 – 10 de setembro – Elevação da Feteira a Curato.
- 1867 – 20 de maio – É feita a bênção da primeira pedra da Igreja de Nossa Senhora do Pilar (Cinco Ribeiras).
- 1867 – 13 de junho – O povoado de Nossa Senhora do Pilar das Cinco Ribeiras foi elevado a curato, por provisão do Bispo de Angra, D. frei Estêvão de Jesus Maria.[9]
- 1868 – 20 de Maio - Inauguração da Igreja de Nossa Senhora da Consolação da Feteira.
- 1877 – Fundação do Império do Espírito Santo de São Pedro (Rua de Trás), São Pedro de Angra.
- 1878 – Separação da paróquia do Raminho da Paróquia dos Altares, ambas do concelho de Angra do Heroísmo.
- 1879 – 8 de fevereiro, elevação a paróquia da Freguesia das Cinco Ribeiras, sobe a evocação de Nossa Senhora do Pilar.
- 1880 – É fundado o Império do Divino Espírito Santo do Raminho.
- 1886 – Criação da Irmandade do Divino Espírito Santo das Cinco Ribeiras com a criação do respectivo Império do Espírito Santo das Cinco Ribeiras, construído em alvenaria basáltica em com Dispensa.
- 1888 – Fundação do Império do Espírito Santo do Posto Santo, freguesia do Posto Santo, ilha Terceira.[7]
- 1889 – Construção da capela da Senhora da Conceição e da capela do Sagrado Coração de Jesus, na Igreja Paroquial de Santo António do Porto Judeu, cuja data da construção iniciar é desconhecida.
- 1889 - 27 de janeiro - Morre em Angra o bispo D. João Maria Pereira de Amaral e Pimentel.
- 1893 – Fundação do Império do Espírito Santo do Corpo Santo na freguesia da Conceição de Angra do Heroísmo.[7]
- 1893 – A Igreja Paroquial de São Jorge das Doze Ribeiras, ilha Terceira, foi muito danificada por um furacão ao ponto de ter de ser demolida e substituída por uma nova igreja cuja primeira pedra foi lançada em 1896.
- 1896 – Edificação da nova igreja das Doze Ribeiras, ilha Terceira, Igreja Paroquial de São Jorge das Doze Ribeiras, destruída em 1896 por um furacão.
- 1899 – 16 de Abril – É realizada na Sé de Angra a cerimónia de Batismo e Crisma de Ngungunhane e seus companheiros de exílio, pelo bispo de Angra, D. Francisco José Ribeiro de Vieira e Brito. Incluindo os seus filhos que adoptaram os nomes de baptismo de Reinaldo Frederico Gungunhana, António da Silva Pratas Godide, Roberto Frederico Zichacha e Silva (de que foi padrinho de batismo José Pimentel Homem de Noronha)[10] e José Frederico Molungo (de que foi padrinho de batismo Francisco de Paula de Barcelos Machado de Bettencourt)[11].
- 1899 – 27 de Agosto – É inaugurada a nova Igreja Paroquial de São Jorge das Doze Ribeiras , ilha Terceira, destruída pelo furacão de 1893.

### Século XX
- 1901 – Fundação do Império do Espírito Santo dos Inocentes da Guarita na freguesia da Conceição de Angra do Heroísmo;[7]
- 1903 – Construção da Ermida de Nossa Senhora de Lurdes, junto ao Porto das Cinco Ribeiras.[12]
- 1907 – Data da construção da capela do Santíssimo Sacramento, na Igreja Paroquial de Santo António do Porto Judeu, cuja data da construção iniciar é desconhecida.
- 1920 – Reconstrução na Sé Catedral de Angra do Heroísmo, da Capela de Nossa Senhora do Rosário, que já provinha da capela primitiva da fundada por Álvaro Martins Homem em 1461. A existência desta capela deve-se à antiquíssima Irmandade do Rosário.
- 1921 – Fundação do Império do Espírito Santo das Mercês, freguesia da Feteira.
- 1925 – Fundação do Império do Espírito Santo do Porto Judeu.[7]
- 1930 – Fundação do Império do Espírito Santo do Porto Judeu de Cima.[7]
- 1933 – Fundação do Império do Espírito Santo do Galinho.[7]
- 1948 – Colocação da Imagem de Nossa Senhora de Fátima, na Capela de Nossa Senhora do Rosário, Sé Catedral de Angra do Heroísmo,  a quando da visita da imagem peregrina a este templo.
- 1954 – Fundação do Império do Espírito Santo do Espigão, freguesia do Posto Santo, ilha Terceira.[7]
- 1958 – Fundação do Império do Espírito Santo da Canada de Belém, São Pedro de Angra do Heroísmo|Angra;
- 1958 – Fundação do Império do Espírito Santo da Boa Hora, Terra Chã.
- 1959 – Fundação do Império do Espírito Santo dos Remédios na freguesia da Conceição de Angra do Heroísmo;[7]
- 1960 – Fundação do Império do Espírito Santo da Grota do Medo, freguesia do Posto Santo, ilha Terceira.[7]
- 1960 – Devido a uma disputa originada pela rejeição por boa parte da freguesia dos Altares de um conjunto de normas referentes ao culto do Divino Espírito Santo que o então bispo de Angra, D. Manuel Afonso de Carvalho, pretendia impor, a população da freguesia dividiu-se em dois partidos, os saiotes (os que obedeceram às ordens da hierarquia da Igreja Católica e seguiram as saias do padre) e os terroristas (os que se rebelaram).
- 1980 – 1 de Janeiro – O terramoto que afectou as ilhas do Grupo Central dos Açores, causou grandes danos nesta Catedral dos Açores.
- 1980 - O terramoto de 1 de Janeiro de 1980 provocou a destruição generalizada dos edifícios da Serreta, incluindo a sua igreja paroquial, causando vários mortos.
- 1980 – O terramoto de 1 de Janeiro de 1980 fez grandes estragos na Igreja de Nossa Senhora do Pilar (Cinco Ribeiras), entretanto reconstruída.
- 1980 – O Terramoto de 1 de Janeiro de 1980 causa grandes estragos na Igreja de Nossa Senhora da Consolação da Feteira.
- 1980 – O terramoto de 1 de Janeiro de 1980 causa a destruição da Igreja Paroquial de São Jorge das Doze Ribeiras , ilha Terceira.
- 1980 – 11 de Junho – Dada a importância do edifício, a Sé de Angra, é feita a sua classificação como Monumento Regional pelo Governo Regional dos Açores.
- 1983 – 25 de Setembro – Na madrugada deste dia, um aparatoso incêndio destrói parte importante do recheio da Sé Catedral de Angra, particularmente a sua valiosa talha dourada dos altares, os órgãos de tubos e o teto em caixotões.[13]
- 1983 – No decorrer do restauro necessário após o terramoto de 1 de Janeiro de 1980, registou-se a derrocada de uma das torres da Sé Catedral de Angra do Heroísmo.
- 1985 – 3 de Novembro – Após o fim das obras de restauração dos estragos causados pelo terramoto do dia 1 de Janeiro de 1980, a Sé de angra é benzida pelo Cardeal Patriarca de Lisboa.[14]
- 1986 – Assinalam-se os 500 anos da primeira nomeação de um vigário para a paróquia de São Salvador.[14]
- 1987 – São recolocadas as primeiras Telas artísticas restauradas após o sismo, das 30 que estiveram em restauro.[14]
- 1988 – Uma comissão com paroquianos da Sé ergue um monumento ao Beato João Baptista Machado.[14]
- 1989 – São feitas as comemorações das cinco séculos de evangelização e encontro de culturas na Sé Catedral de Angra do Heroísmo.[14]
- 1989 – Fundação do Império do Espírito Santo da Rua do Conde Sieuve de Meneses, São Pedro de Angra do Heroísmo;
- 1989 – É fundado o Império do Espírito Santo das Doze Ribeiras, ilha Terceira.
- 1990 – A Sé passa a integrar a Zona Pastoral de Angra, com pároco, Cartório e Boletim em comum.[14]
- 1991 – maio – Esta a  Sé Catedral de Angra do Heroísmo prepara-se para a visita do Papa João Paulo II.
- 1991 – 11 de Maio – O Papa João Paulo II reza na Sé Catedral de Angra. Aqui deixa a Cátedra e a Casula usadas em Angra. Colocação no adro da Sé de Angra de uma estátua do Papa João Paulo II, comemorativa da sua visita a esta Sé nessa mesma data.[14]
- 1991 – Fundação do Império do Espírito Santo do Bairro Social do Lameirinho na freguesia da Conceição de Angra do Heroísmo;[7]
- 1992 – Congresso de Leigos e última renovação do Cabido da Catedral criado pelo Papa Paulo III.[14]
- 1993 – Fundação do Império do Espírito Santo do Bairro da Terra Chã.
- 1993 – 17 de janeiro – É inaugurado um novo órgão de tubos, na Sé Cátedral, dada a destruição do anterior. Este órgão é da autoria do mestre organeiro Dinarte Machado.[14]
- 1993 – Construção da Ermida de Nossa Senhora de Lurdes, junto ao Porto das Cinco Ribeiras.[15]
- 1994 – Nasce o primeiro plano pastoral diocesano, cujo mentor é o pároco da Sé Catedral de Angra do Heroísmo de então.[14]
- 1995 – São desenvolvidos esforços para inventariar os bens móveis da  Sé Catedral de Angra do Heroísmo.[14]
- 1996 – 30 de junho – Dá-se a ordenação episcopal do primeiro prelado açoriano a entrar neste Diocese da Sé Catedral de Angra do Heroísmo.[14]
- 1997 – Procede-se ao restauro de todas as imagens existentes nas várias capelas da Sé Catedral de Angra do Heroísmo, que voltam aos seus lugares primevos.[14]
- 1998 – É comemorado o 50º Aniversário da 1º passagem da imagem peregrina de Nossa Senhora de Fátima na Sé Catedral de Angra.[14]
- 1999 – Instalação do retábulo da São Salvador na Capela-Mor com antigos painéis do século XVI na Sé Catedral de Angra do Heroísmo.[14]

### Século XXI
- 2000 – Aberta a Porta Santa do Jubileu na Sé Catedral de Angra do Heroísmo.
- 2000 - A propriedade da Sé Catedral de Angra do Heroísmo é transferida do Estado Português para a Fábrica da Igreja da Sé.[14]
- 2001 – construção em pedra do Altar de Nossa Senhora do Rosário na Sé Catedral de Angra do Heroísmo.[14]
- 2001 - Feito desenho em calçada no adro da  Sé Catedral de Angra do Heroísmo com os Brasão de Armas da Diocese.[14]
- 2002 – Instalação da iluminação Cénica da  Sé Catedral de Angra do Heroísmo.[14]
- 2003 – Fundação do Centro Social e Paroquial da  Sé Catedral de Angra do Heroísmo.[14]
- 2003 – Restauro e ampliação do órgão de tubos da  Sé Catedral de Angra do Heroísmo.[14]
- 2004 – Celebração do IV Centenário da Irmandade de São Pedro ad Vincula, com a construção de raiz de uma sede social própria, fora do edifício da  Sé Catedral de Angra do Heroísmo.[14]
- 2005 – Remodelação museológica e reabertura ao público do Tesouro da Arte Sacra da Sé Catedral de Angra do Heroísmo.[14]
- 2006 – Instalação de relógio e sinos electrónicos, dando origem à exposição, no adro da Rua da Rosa, dos antigos sinos e relógio da Sé Catedral de Angra do Heroísmo.[14]
- 2006 – Inicio da exposição, com carácter permanente, no adro da Rua da Rosa, dos antigos sinos e relógio da  Sé Catedral de Angra do Heroísmo.[14]
- 2006 – 6 de maio – A Igreja de Nossa Senhora dos Milagres por decisão do bispo de Angra, D. António de Sousa Braga, recebe o estatuto canónico de Santuário passando a denominar-se Santuário Diocesano de Nossa Senhora dos Milagres;[16]
- 2007 – Publicação da obra “Santa Sé do Salvador – Igreja Catedral dos Açores”, por Valdemar Mota.[14]
- 2008 – II Centenário da Dedicação da Catedral, com um concerto das Matinas da Sagração.[14]
- 2008 - Publicação da obra São Salvador de Angra – uma Catedral Sebástica, de Mateus Laranjeira.[14]
- 2009 – Ficam completos os restauros dos retratos dos Bispos da Sé.[14]
- 2009 - Sergey Ilchenko pinta 10 retratos dos Bispos de Angra, entre 1872 e 1996, dando origem à exposição dos 475 anos da Diocese.[14]
- 2010 – É instalado um carrilhão na torre poente da Sé, representando os 19 concelhos que formam a Diocese de Angra.[14]
- 2012 - A 25 de agosto, morre, com 92 anos de idade, D. Aurélio Granada Escudeiro, bispo emérito da Diocese.
- 2015- Recepção do novo bispo coadjutor da Diocese de Angra, D. João Evangelista Pimentel Lavrador, na Sé Catedral de Angra.
- 2015- Abertura da Porta Santa do Jubileu da Misericórdia, na Sé Catedral de Angra.
- 2016- Resignação ao episcopado angrense de D. António de Sousa Braga e Tomada de posse de D. João Evangelista Pimentel Lavrador, como Bispo titular da Diocese de Angra.